# تاتیانا وولوسوژار
تاتیانا وولوسوژار (روسی: Татья́на Андре́евна Волосожа́р؛ زادهٔ ۲۲ مهٔ ۱۹۸۶) اسکیت‌باز نمایشی اهل اوکراین-روسیه است.